# Anton Pucila
Anton Kanstancinavič Pucila (in bielorusso Антон Канстанцінавіч Пуціла?; in russo Антон Константинович Путило?, Anton Konstantinovič Putilo; Orša, 23 giugno 1987) è un ex calciatore bielorusso, di ruolo centrocampista.

## Palmarès

### Club

#### Competizioni nazionali
- Campionato bielorusso: 1

Dinamo Minsk: 2004